# Gràcia (métro de Barcelone)
Ne doit pas être confondu avec Gare de Barcelone-Passeig de Gràcia ou Passeig de Gràcia (métro de Barcelone).
Gràcia est une station des lignes 6 et 7 du métro de Barcelone.

## Situation sur le réseau
La station se situe sous l'avenue Auguste (Vía Augusta), sur le territoire de la commune de Barcelone, dans le district de Gràcia. Elle s'intercale entre les stations de Sant Gervasi et Plaça Molina, et de Provença de la ligne Barcelone - Vallès des Chemins de fer de la généralité de Catalogne (FGC).

## Histoire
La gare ouvre au public en surface le 23 juin 1863, en même temps qu'une autre station située un peu plus loin et qui ferme deux ans plus tard, en raison de cette proximité. À partir du 24 avril 1929, la station de Gràcia est enterrée. À partir de 1954, elle devient la station de bifurcation vers le terminus d'Avinguda Tibidabo.

## Services aux voyageurs

### Accès et accueil
La station dispose de quatre voies et trois quais, dont un n'est pas en service. Les voies latérales sont desservies par la ligne 7 du métro, les voies centrales étant réservées aux autres lignes, notamment la ligne 6 du métro.

### Intermodalité
La station permet la correspondance avec les lignes suburbaines de l'infrastructure Barcelone - Vallès. Elle se situe à 300 m à pied de Fontana, desservie par la ligne 3.